# District de Chatra
Le district de Chatra est un district de l'état du Jharkhand, en Inde,

## Géographie
Au recensement de 2011, sa population compte 1 042 304 habitants.
Son chef-lieu est la ville de Chatra. 